# Kyltorn

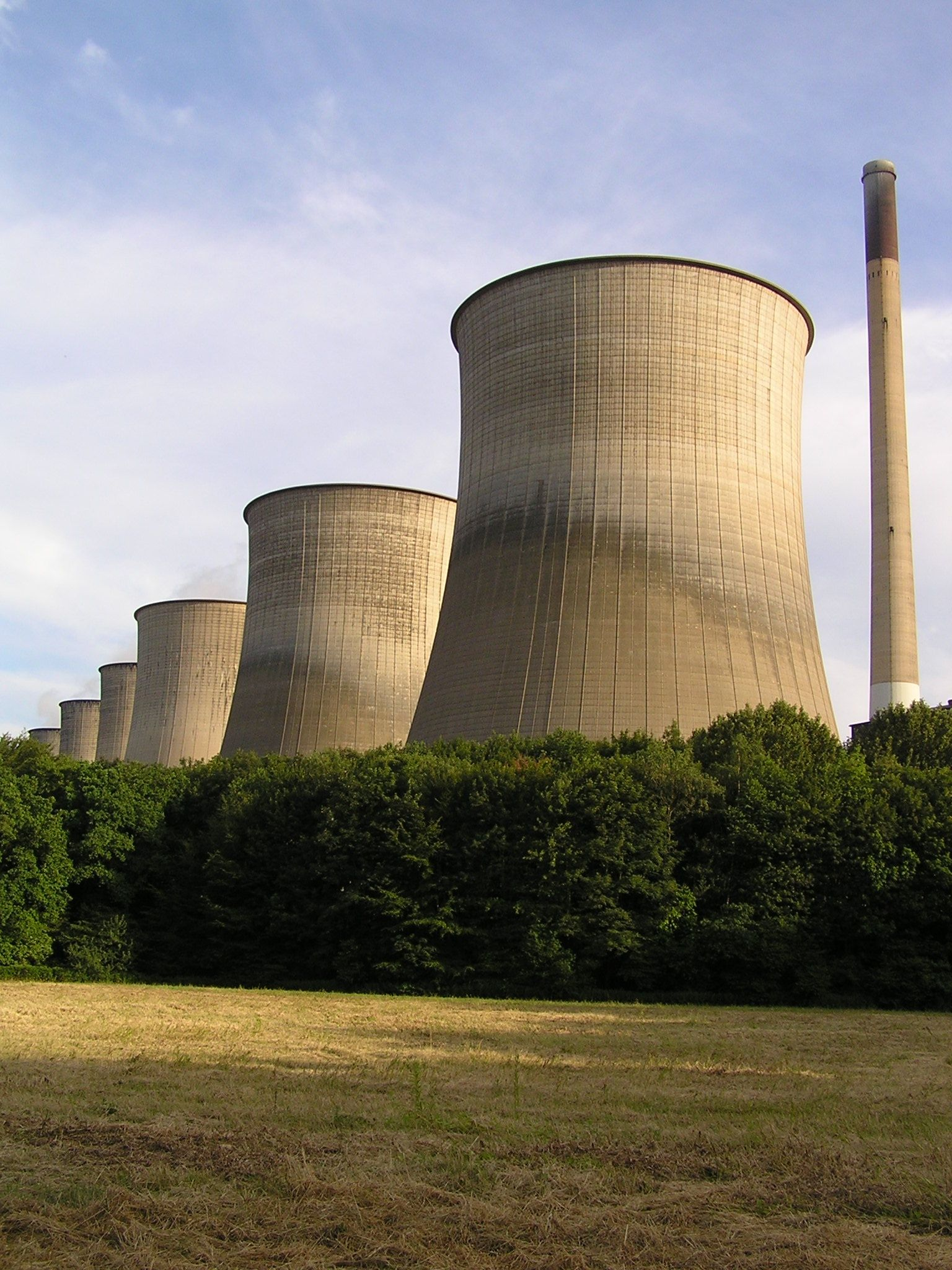
Kyltorn vid Scholvens kolkraftverk

Ett kyltorn är en anläggning som kyler ner vatten genom avdunstning till atmosfärens luft. Kyltorn används bland annat till luftkonditionering och vid olika industriella processer, som kraftverk och oljeraffinaderier.
De allra största kyltornen, som till exempel används för att kyla bort överskottsvärme i värmekraftverk, är ovanliga i norra Europa, eftersom det är enklare att bygga vid kuster, där havsvattnet året om är relativt kyligt och fungerar som värmesänka.